# Mogaogrotterne
Mogaogrotterne (莫高窟, pinyin: Mogaoku) danner et netværk med 492 templer nær Dunhuang i provinsen Gansu i den nordvestlige del af Folkerepublikken Kina. De kaldes også Dunhuanggrotterne.

## Baggrund
Lokale legender fortæller at i året 366 fik buddhistmunken Lo-tsun en vision med tusind Buddhastatuer, og at han overtalte en rig pilgrim på færd langs silkevejen til at bekoste det første tempel. I årenes løb voksede antallet af templer til mere end tusind. Fra 300-tallet til 1300-tallet indsamlede buddhistmunke i Dunhuang skrifter fra vest, og mange pilgrimme som passerede gennem området udfærdigede murmalerier på grotteners vægge. Murmalerierne dækker i dag 42.000 m². Grotterne blev forladt i 1300-tallet.
Mogaogrotterne er sammen med Longmengrotterne og Yunganggrotterne et av de tre berømte antikke skulpturpladser i Kina.
Buddhistmunkene værdsatte enkelhed i livet, og de håbede at de afsidesliggende grotter skulle give dem en rolig ramme for deres søgen efter oplysning.
I dag er stedet en stor turistattraktion og genstand for et arkæologisk projekt. I 1987 blev Magaogrotterne opført på UNESCOs verdensarvsliste.

## Dokumenterne
I 1038 blev en stor mængde håndskrifter og tekster gemt væk i en lille grotte som forblev forseglet indtil omkring år 1900. Teksterne var dels religiøse, overvejende buddhistiske, og dels verdslige dokumenter. Nogle af dokumenterne var kristne. De fleste tekster var skrevet på kinesisk, mens andre var forfattet på sanskrit, tibetansk, runetyrkisk, sogdisk, uigurisk og andre centralasiatiske sprog.
I 1907 og 1908 lykkedes det to forskere og opdagelsesrejsende fra Storbritannien og Frankrig at købe en del af disse tekster. Først ude var sir Aurel Stein, og det var på grund af ham at det blev kendt at sådanne dokumenter fandtes der. Derefter kom den franske kina- og centralasienekspert Paul Pelliot. Det lykkedes ham at få adgang til det hemmelige kammer, nu kaldt hule 17, som var kontrolleret af en lokal daoistisk abbed, og indeholdt en enorm mængde gamle dokumenter. Wang havde startet en ambitiøs renovering af Mogaotemplerne, delvis finansieret ved at tigge i nærliggende småbyer. Nu kom en anden finansieringskilde; donationer fra europæiske opdagelsesrejsende, og salg af dokumenter til dem.
Efter at have analyseret dokumenterne i tre uger fik Pelliot abbeden Wang Yuanlu til at sælge ham et udvalg af de vigtigste af dem. Wang trængte til penge for at istandsætte sit kloster, og gik med på en pris på 500 tael. De blev katalogiseret af Marcel Lalou og er nu i det franske nationalbibliotek.
En del andre opdagelsesrejsende fik senere ligeledes fat i nogle flere af teksterne før den daværende kinesiske regering fik flyttet de resterende tekster til Nationalbiblioteket i Beijing. Der er der nu 16.000 dokumenter og tekster fra grotterne.
I sensommeren 1915 rejste den danske overtelegrafist Arthur Bollerup Sørensen (1880-1932) gennem Dunhuang og fik tilbudt at købe nogle gamle kinesiske tekster. Det gjorde han og i november 1915 præsenterede han Det Kongelige Bibliotek for 14 skriftruller med 16 tekstdele. De 14 håndskrevne ruller indeholder et daoistisk og 15 buddhistiske tekster.
Mange kinesere betragter de vestlige forskeres opkøb som tyveri. Nationalbiblioteket i Beijing fremholdt i 1908 en tryksag om trykkekunstens historie at
| Citat       | Diamantsutraen, trykt i året 868 ... er verdens ældste trykte bog. Dette berømte dokument blev for over halvtreds år siden stjålet af ænglænderen Ssu-t'an Yin [Aurel Stein], hvilket får [det kinesiske] folk til skære tænder af had. | Citat |
| [ 2 ] [ 3 ] | |       |

## Eksterne kilder og henvisninger
- Wikimedia Commons har flere filer relateret til Mogaogrotterne
- International Dunhuang Project Arkiveret 20. juli 2011 hos  Wayback Machine
- Travel China Guide – Mogao Grottoes